# Čelopeci
Čelopeci is een plaats in de gemeente Župa dubrovačka in de Kroatische provincie Dubrovnik-Neretva. De plaats telt 425 inwoners (2001).